# Маскарадное платье
«Маскарадное платье» — картина американского художника Роберта Генри, написанная в 1911 году. В настоящее время картина находится в собрании Метрополитен-музея в Нью-Йорке.
«Маскарадное платье» представляет собой портрет супруги художника Марджори Орган. Жена, сама являвшаяся художницей, автором комиксов и карикатур под своей девичьей фамилией, часто была натурщицей в работах Роберта Генри. Данный портрет в полный рост является примером типичной для работ Роберта Генри прямоты изображения объектов. Марджори Орган изобращена в праздничном платье в позе с одной ногой впереди и слегка вытянутой рукой, будто бы она собирается сделать реверанс перед зрителем. Изящная фигура натурщицы подчеркнута вертикальной композицией картины. От изображения женщины ничего не отвлекает, фон практически никак не показан, он отчасти служит для того, чтобы передать объём женской фигуры. Мастерство Роберта Генри в работе с короткими мазками позволило точно передать текстуру материала на платье.